# Golpe de Estado en Grecia de 1935
El golpe de Estado en Grecia de 1935 fue un pronunciamiento militar organizado por el general Georgios Kondilis con el objetivo de acabar con la Segunda República helénica y restaurar la monarquía en el país.

## Historia
Lo organizaron el general Georgios Kondilis, los tenientes generales Aléxandros Papagos y G. Reppas y el economista D. Economou y se llevó a cabo el 10 de octubre de 1935, tras el fallido golpe de Estado republicano de marzo del mismo año.
Este nuevo pronunciamiento obligó a dimitir al primer ministro Panagis Tsaldaris y al presidente de la República, Aléxandros Zaimis, y la Asamblea Nacional se vio obligada a aprobar la restauración de la Constitución de 1911 y a nombrar regente a Kondilis.
Seguidamente, se organizó un referéndum para confirmar la restauración de la monarquía, que se celebró el 3 de noviembre y en el que la opción monárquica obtuvo un apoyo abrumador, si bien las votaciones fueron fraudulentas. El rey Jorge II regresó a Atenas el 25 del mismo mes. Finalmente, el soberano nombró presidente del nuevo Gobierno a Konstantinos Demertzis. Kondilis, que había renunciado ante la actitud moderada del rey, falleció poco después.